# 秋田喜代美
秋田 喜代美（あきた きよみ、1957年 - ）は、日本の教育学者、心理学者。東京大学名誉教授。学習院大学文学部教授。専門は、発達心理学、教育心理学、保育学、学校教育学。

## 経歴
大阪府生まれ。お茶の水女子大学附属小学校、お茶の水女子大学附属中学校、お茶の水女子大学附属高等学校、東京大学文学部社会学科を卒業後、富士銀行勤務、専業主婦を経て、東京大学教育学部に学士入学。1991年、東京大学大学院教育学研究科博士課程単位取得退学。1996年、東京大学より博士（教育学）の学位を取得。学位論文名は「読書の発達過程: 読書に関わる認知的要因・社会的要因の心理学的検討」。 
東京大学教育学部助手、立教大学文学部専任講師、助教授を経て、東京大学大学院教育学研究科教授。東京大学大学院教育学研究科付属発達保育実践政策学センター初代センター長（2015.7-2019.3）。2012年より2019年2月まで、OECD ECEC Network, Bureau Member. 2021年退任、名誉教授。
2012年より現在まで、世界授業研究学会(WALS)副会長。こども家庭庁こども家庭審議会会長 (2023年4月～) 。内閣府子ども子育て会議会長（2019年９月-2023年3月）。文部科学省中央教育審議会教員養成部会委員・教育課程部会委員。厚生労働省社会保障審議会委員、同児童部会長、同福祉分科会座長。日本保育会元会長（第7代）。日本読書学会元会長。日本保育学会理事、日本読書学理事、日本乳幼児教育学会代議員、日本教育学会理事、日本教育心理学会理事、日本心理学会代議員など。

## 社会的活動
- 日本学術会議第一部会会員（第20期、21期、22期）、同連携会員（現在）、国立教育政策研究所幼児教育センター上席フェロー、OECDイノベーションスクールネットワーク研究総括、NPOブックスタート理事、文字活字文化推進機構評議員、ソニー教育財団評議員、児童教育振興財団評議員、日本教材文化研究財団評議員ど。

## 著書

### 単著
- 『読書.の発達過程　読書に関わる認知的要因・社会的要因の心理学的検討』(風間書房、1997年）
- 『読書の発達心理学―子どもの発達と読書環境』（国土社、1998年）
- 『知をそだてる保育：遊びで育つ子どものかしこさ』（ひかりのくに、2000年）
- 『子どもをはぐくむ授業づくり』（岩波書店、2000年）
- 『読む心・書く心』（北大路書房、2002年）
- 『保育のこころもち』（ひかりのくに、2009年）
- 『保育のみらい』（ひかりのくに、2011年）
- 『学びの心理学―授業をデザインするー』（左右社、2012年）
- 『続 保育のみらいー園コンピテンスを高めるー』（ひかりのくに、2015年）
- 『リーダーは保育をどうつくってきたか：事例でみるリーダーシップ研究』（フレーベル館,2018)
- 『新保育の心もち』（ひかりのくに、2019年）

### 共著
- （藤江康彦との共著）『授業研究と学習過程』（放送大学教育振興会、2010年）
- （坂本篤史との共著）『学校教育と学習の心理学』（岩波書店、2015年）
- （あゆのこ保育園との共著）『秋田喜代美の写真で語る保育の環境づくりーやってみませんか、写真でとらえる、写真でかたる、写真とともにつたえる、子どもと環境についての園内研修』（ひかりのくに、2016年）
- （小西祐馬・菅原ますみとの共著）『貧困と保育』（かもがわ出版、2016年）
- （石田佳織・辻谷真知子・宮田まり子・宮本雄太との共著）『園庭を豊かな育ちの場に: 実践につながる質の向上のヒントと事例』（ひかりのくに,2019)
- (斎藤兆史・藤江康彦との共編著）『メタ言語能力を育てる文法授業:英語科と国語科の連携』（ひつじ書房、2019）

### 共訳
- （佐藤学との共訳）ドナルド・ショーン『専門家の知恵―専門家は行為しながら考える』（ゆみる出版、2001年）
- （木村優・篠原岳司との共訳）アンディ・ハーグリーブス『知識社会の学校と教師』（金子書房、2015年）
- （淀川裕美との共訳）イラム・シラージ、デニス・キングストン、エドワード・メルウィッシュ『「保育プロセスの質」評価スケール：乳幼児期の「ともに考え、深め続けること」と「情緒的な安定・安心を捉えるために」』（明石書店、2016年）

### 編著
- （キャサリン・ルイスとの共編著）『授業の研究　教師の研究―レッスンスタディへのいざない』（明石書店、2008年）
- （佐藤学・志水宏吉・小玉重夫・北村友人との共編著）『岩波講座 第1巻 教育の再定義』（岩波書店、2016年）
- （日本保育学会 編、秋田喜代美 責任編集）『保育学講座１ 保育学とはー問いと成り立ちー』（東京大学出版会、2016年）
- （佐藤学・志水宏吉・小玉重夫との共編著）『岩波講座 第5巻学びとカリキュラム』（岩波書店、2017年）

### 監修
- 『あらゆる学問は保育につながる』（東京大学出版会、2016年）
- （神長美津子との 監修）『園内研修に生かせる実践・記録・共有アイディア：「科学する心」をはぐくむ保育』（学習研究社、2016年）
- 『こころを育てるおはなし101』（高橋書店、2015年）

### 受賞歴
- 平成元年７月 日本教育心理学会城戸奨励賞受賞
- 平成 2年3月 （財）発達科学研究センター発達科学研究奨励賞受賞
- 平成 4年8月 日本読書学会読書科学研究奨励賞受賞
- 平成26年８月 日本読書学会読書学会賞受賞
- 平成27年11月日本乳幼児教育学会 学会論文賞受賞（共著論文で受賞）
- 平成28年4月こども環境学会ポスター発表賞（共同研究発表で受賞）
- 令和２年５月こども環境学会学会賞　著作・論文賞（共著第一著者として受賞）